# Komunitní nadace
Komunitní nadace je označení typu nadace. Všechny komunitní nadace, kterých je ve světě již více než 1000, mají určité společné rysy, jejichž respektování je vymezuje od ostatních typů nadací.
Společné rysy komunitních nadací:
1. usilují o zlepšování kvality života v rámci určitého geograficky vymezeného území;
2. jsou nezávislé na jiných organizacích, veřejné a státní správě a dárcích;
3. jsou zastřešeny orgány, které svým složením široce reflektují místa jejich působnosti;
4. poskytují granty neziskovým organizacím na podporu široké spektra vznikajících a měnících se potřeb v místech působnosti;
5. zaměřují se na budoucnost – usilují o vytváření permanentních fondů od širokého spektra dárců – jednotlivců, firem i jiných subjektů, a to především z místa působnosti nadace;
6. poskytují služby šité na míru zájmům a možnostem dárců a pomáhají dárcům dosahovat jejich filantropických cílů.

Koncept komunitních nadací pochází z USA. První česká komunitní nadace – Komunitní nadace Euroregionu Labe vznikla v roce 1997 v Ústí nad Labem. Během let 2005-2006 se k myšlence komunitních nadací v ČR přihlásily další tři subjekty – Komunitní nadace Blanicko - Otavská, Nadační fond Via Vitae, a Echo Moravia - iniciativa pro vznik Jihomoravské komunitní nadace. Na podzim 2006 tyto subjekty spolu s podpůrnými a servisními organizacemi zabývajícími se tématem komunitních nadací (Nadace VIA, NETT Think Tank, a sdružení PODNOS), založily asociaci českých komunitních nadací pod názvem Asociace komunitních nadací.